# 433 هـ
433 هـ هي سنة في التقويم الهجري امتدت مقابلةً في التقويم الميلادي بين سنتي 1041 و1042.

## أحداث
- قضاء السلاجقة على الدولة الزيارية

## مواليد
- ابن النحوي
- ابن القطاع الصقلي
- ابن عتاب

## وفيات
- أبو القاسم بن عباد
- ابن الأبار الخولاني
- الأعلم الشنتمري